# جيتا موس كندسن
جيتا موس كندسن (بالإنجليزية: Gitte Moos Knudsen)‏‏ (15 فبراير 1959 - ) عالمة أعصاب، وأعصابياتية من الدنمارك.